# Yoo Gun
U Gun (hay Yoo Gun hoặc Yoo Geon) (Hàn tự: 유건, Hán tự: 劉健, Hán-Việt: Lưu Kiện) tên thật là: Jo Jeong-ik (Hàn tự: 조정익, Hán tự: 趙貞谥, Hán-Việt: Triệu Trinh Thụy) sinh ngày 21 tháng 1 năm 1983 tại Arizona, Hoa Kỳ; là một ca sĩ, diễn viên, người mẫu Hàn Quốc.
U Gun xuất hiện lần đầu tiên khi mới 15 tuổi với tư cách thành viên nhóm nhạc OPPA; sau này, anh chuyển hẳn lĩnh vực hoạt động sang điện ảnh. Năm 2001, U Gun thực hiện chuyển quốc tịch Hàn Quốc và thực hiện nghĩa vụ quân sự. Anh là cháu trai của ca sĩ Jo Soo-mi.

## Phim truyền hình
- One Percent Of Anything (MBC, 2004)
- Hello, God (KBS, 2006)
- Bad Couple (SBS, 2007)
- Fight (TvN, 2008)
- I Can't Stop (MBC, 2009)
- Prosecutor Princess (SBS, 2010)
- Texas Hit (KBS, 2011)
- Sweet Enemy (2017)

## Phim điện ảnh
- Dasepo Naughty Girls (2006)
- Project Makeover / Go Go Sister (2006)
- Mission Possible: Kidnapping Granny K (2007)
- My Mighty Princess (2008)

## Quảng cáo và video âm nhạc
- Quảng cáo:
  - Pantech & Curitel (2006)
  - NII (2006)
- Video âm nhạc:
  - "Handkerchiefs" của Kim Dong Wan
  - "Love Actually" của JJ
  - "My Chest Hurts" của Sin Jae